# Ekwador
Ekwador (Republika Ekwadoru; hiszp. Ecuador, República del Ecuador) – państwo w Ameryce Południowej położone nad Oceanem Spokojnym, jedno z czterech państw powstałych w wyniku rozpadu Wielkiej Kolumbii w 1830 r. Sąsiaduje od północy z Kolumbią, a od południa z Peru. W skład Ekwadoru wchodzą także położone na Oceanie Spokojnym Wyspy Galapagos – są jego największą atrakcją turystyczną. Nazwa kraju pochodzi od hiszpańskiego słowa oznaczającego równik.

## Geografia

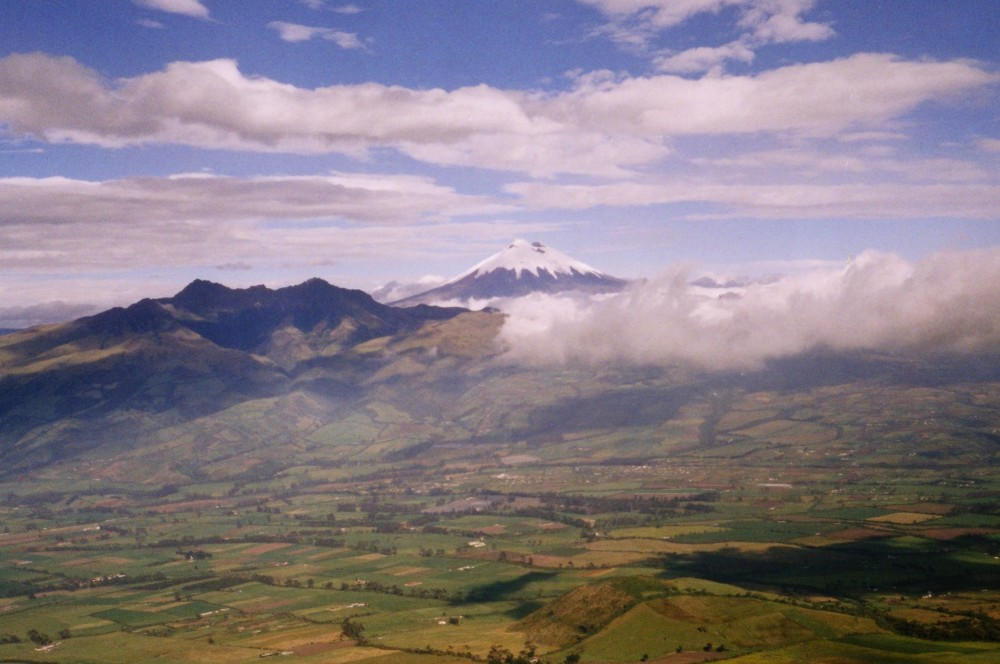
Wulkan Cotopaxi

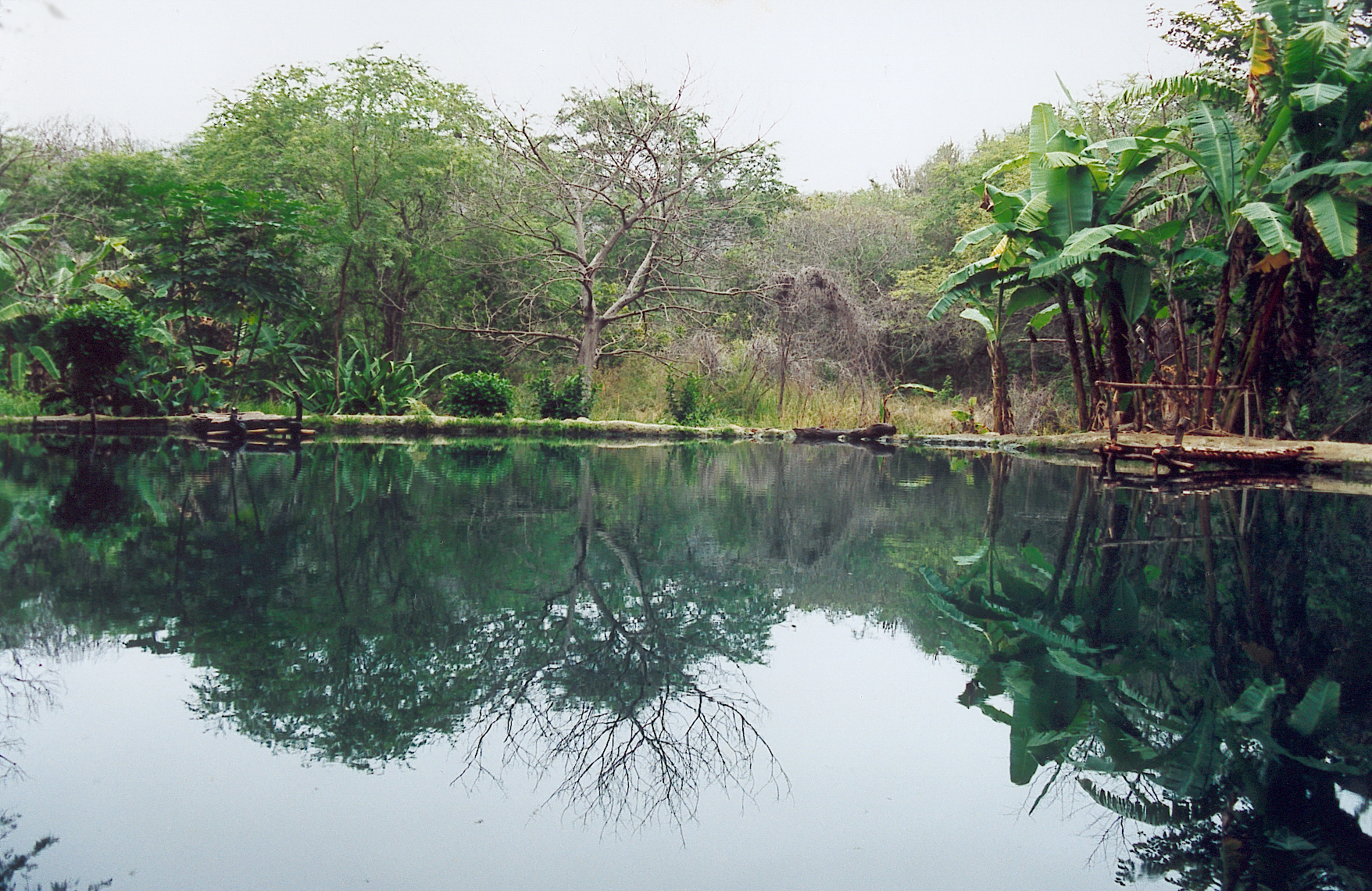
Park Narodowy Machalilla

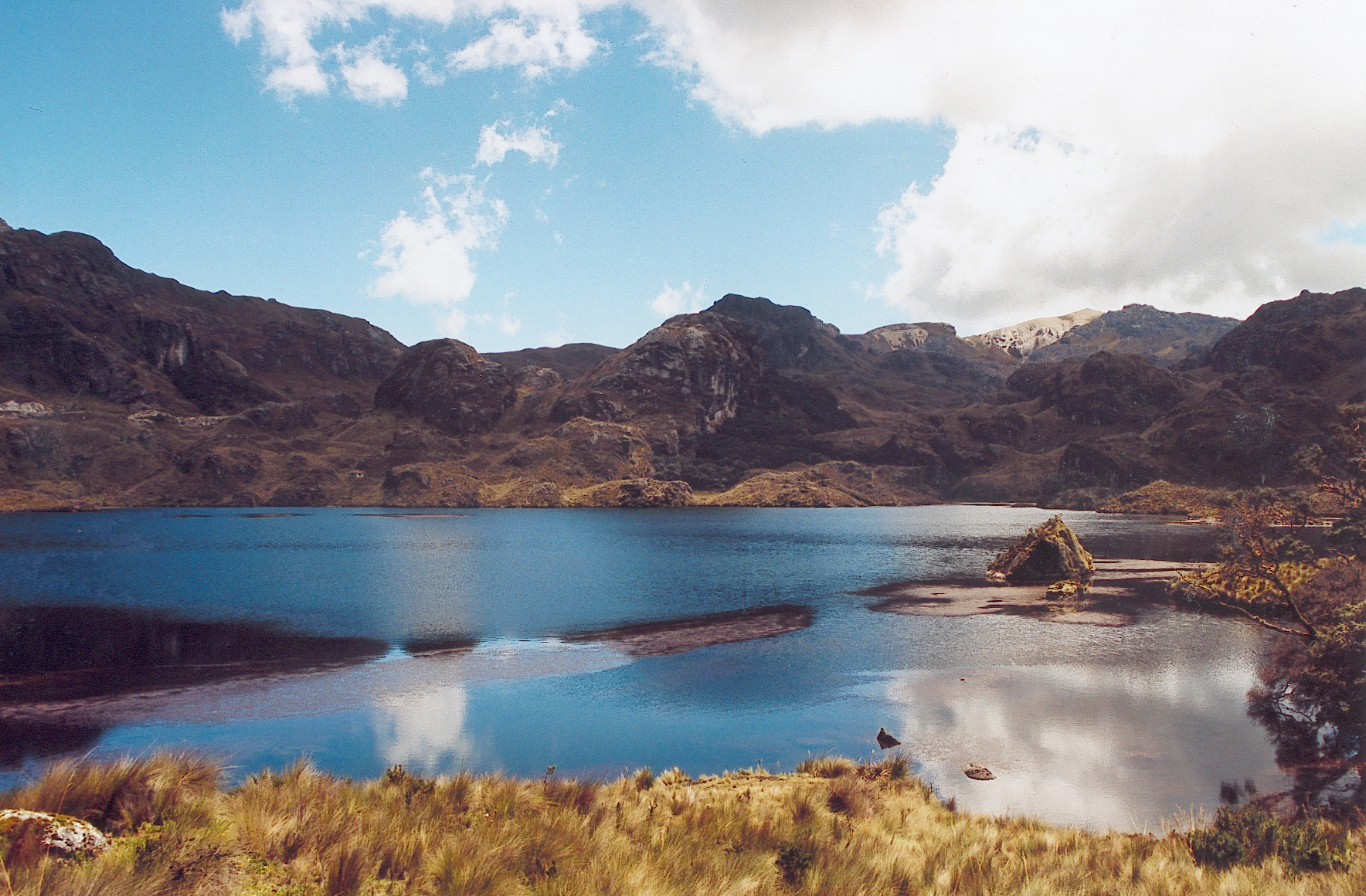
Park Narodowy Cajas

### Położenie
Państwo położone w północno-zachodniej Ameryce Południowej nad Oceanem Spokojnym. Graniczy z Kolumbią od północy i z Peru od południa. Do Ekwadoru należą również Wyspy Galapagos położone na Oceanie Spokojnym ok. 1000 km na zachód od części kontynentalnej.
- współrzędne geograficzne:
  - długość geogr. 77 30 W
  - szerokość geogr. 2 0 N
- powierzchnia całkowita: 283 560 km² (wraz z wyspami Galapagos)
  - ląd: 276 840 km²
  - wody śródlądowe: 6720 km²
- długość wybrzeża: 2237 km
- całkowita długość granic: 2010 km
  - z Kolumbią: 590 km
  - z Peru: 1420 km

### Warunki naturalne
Obszar Ekwadoru rozciąga się od nizin na wybrzeżach Oceanu Spokojnego w zachodniej części kraju, poprzez łańcuchy górskie Andów, po zachodnie krańce Niziny Amazonki na wschodzie. Linia brzegowa jest słabo rozwinięta, naprzeciw jedynej dużej zatoki Guayaquil leży wyspa Puná o powierzchni ok. 900 km².
W Ekwadorze można wyróżnić 2 prowincje fizycznogeograficzne i 5 podprowincji:
- Archipelag Galapagos (81.6 numer według oznaczenia regionów różnej rangi taksonomicznej) – archipelag wysp położony ok. 1000 kilometrów na zachód od części kontynentalnej państwa.
- Andy Ekwadorskie (81.4) – część centralna kraju (Sierra) – pokryta górskimi pasmami Andów Ekwadorskich (dwa główne łańcuchy – Kordyliera Zachodnia i Kordyliera Środkowa – rozdzielone Wielką Centralną Doliną), z kulminacją na Chimborazo (6267 m n.p.m.), jest obszarem aktywnym sejsmicznie. Występują liczne wygasłe i czynne wulkany jak Cotopaxi (5896 m n.p.m.) czy Sangay (5230 m n.p.m.). Położony w centralnej części kraju wulkan Cotopaxi jest najaktywniejszym wulkanem na świecie.
  - Kordyliera Centralna Andów Ekwadorskich (81.44);
  - Kordyliera Nadbrzeżna Andów Ekwadorskich (81.41);
  - Obniżenie Guayas-Esmeraldas (81.42);
  - Kordyliera Zachodnia Andów Ekwadorskich (81.43).
  - Kordyliera Wschodnia Andów Ekwadorskich (81.45) – część wschodnia kraju (Oriente) – zajmuje obszary wyżynne, łagodnie przechodzące w Nizinę Amazonki.

### Stosunki wodne
Dobrze rozwiniętą, gęstą sieć rzeczną tworzą m.in. należące do dorzecza Amazonki rzeki: Napo, Pastaza, Morona i Putumayo oraz uchodzące do Oceanu Spokojnego: Esmeraldas, Guayas, i Daule. Brak większych jezior, w widłach rzek Guayas i Daule bagna.

### Klimat
Klimat równikowy, w Andach górski z piętrami klimatycznymi, w południowej części wybrzeża suchy, pozostający pod wpływem zimnego Prądu Peruwiańskiego. Średnia roczna suma opadów od 200 mm w południowej części wybrzeża i 400 mm w śródgórskich kotlinach oraz w południowej części Andów, do 3000 mm w północnej części wybrzeża, na wschodnich stokach Kordyliery Środkowej i we wschodnim Ekwadorze. Średnie temperatury utrzymują się mniej więcej na jednakowym poziomie przez cały rok: w stolicy kraju Quito wynoszą ok. 15 °C (od 7 °C do 23 °C), w największym mieście kraju Guayaquil ok. 26 °C (od 24 °C do 27 °C)

### Fauna i flora
Naturalną szatę roślinną stanowią lasy, pokrywają ponad 50% powierzchni Ekwadoru. We wschodnim Ekwadorze, w dorzeczu Amazonki wilgotne lasy równikowe (mahoniowiec, palisander, balsa, kauczukowiec), w Andach wiecznie zielone lasy liściaste, na wybrzeżu lasy suche. Śródgórskie płaskowyże porasta trawiasto-krzewiasta formacja zwana parámo wraz z innymi formacjami trawiastymi.

## Historia

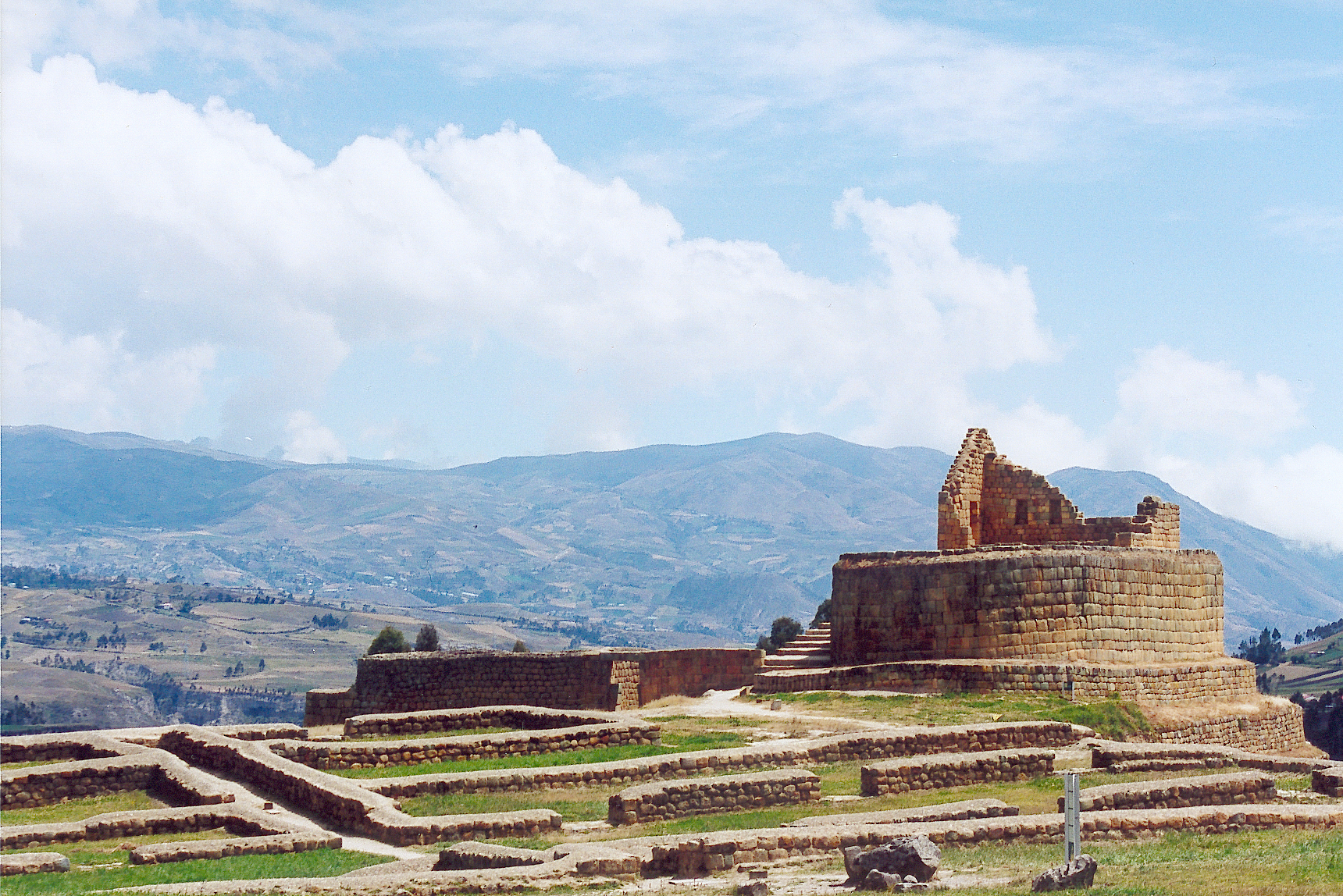
Ruiny zabudowań Inków w Ekwadorze

### Okres przedhiszpański
Pierwsze ślady osadnictwa na ziemiach należących do Ekwadoru pochodzą z ok. 8000 p.n.e. Tereny te, zamieszkane przez liczne rolnicze plemiona indiańskie, król Tupa Inca Yupanqui włączył w granice państwa Inków w drugiej połowie XV w.

### Podbój Ekwadoru
Obszar Ekwadoru został odkryty i od 1526 roku penetrowany przez Hiszpanów (wyprawy Francisco Pizarra i Diego de Almagra). Ostatecznie konkwistadorzy, dowodzeni przez podwładnego Pizarra, Sebastiána de Belalcázara, opanowali te tereny w latach 1531–1535 i założyli miasta Quito oraz Guayaquil. W 1536 roku Ekwador włączono do Wicekrólestwa Peru. W 1563 utworzono audiencje Quito, ważną gospodarczo bo bogatą w srebro i złoto, miasto Quito było także jej centrum kulturalno-naukowym. We wschodniej części audiencji istniało w latach 1638–1773, posiadające sporą autonomię państwo Maynas, administrowane przez jezuickich misjonarzy. Następnie w 1739 tereny te włączono do Wicekrólestwa Nowa Granada.

### Ruchy niepodległościowe, Wielka Kolumbia

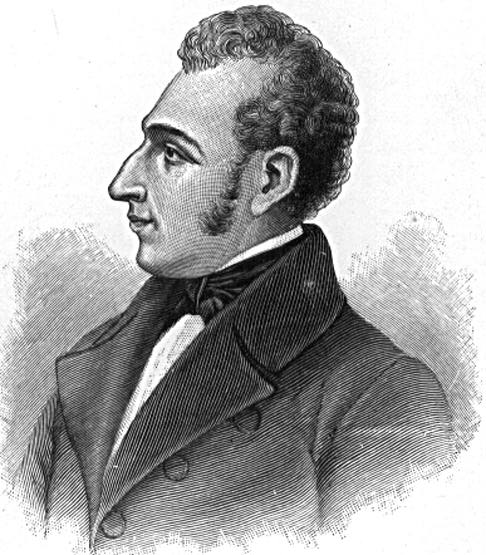
Gen. Antonio José de Sucre

W XVII i XVIII wieku niewolniczy przymus pracy na roli i w kopalniach powodował liczne powstania Indian. Od drugiej połowy XVIII wieku pojawiły się dążenia niepodległościowe wśród Kreoli, i w związku z tym próby uniezależnienia Quito od władzy hiszpańskiej.
W początkach XIX wieku rozpoczęła się walka miejscowej ludności z kolonizatorami hiszpańskimi. W 1809 roku wybuchło powstanie, utworzono juntę rządzącą i proklamowano niepodległość, której nie udało się jednak utrzymać na skutek stłumienia rewolty. Kolejne powstanie z 1812 również zostało stłumione. Od 1819 wybuchają dalsze walki pod dowództwem gen. Antonio José de Sucre. Dzięki decydującemu zwycięstwu generała de Sucre pod Pichincha (24 maja 1822) umożliwia wojskom Simona Bolivara wyzwolenie miasta Quito (16 czerwca 1822). Działania wojskowe zostają zakończone w 1822 r. ostatecznym zwycięstwem. W następnych latach Ekwador wstępuje, jako prowincja Quito, do stworzonej przez Simona Bolivara federacyjnej republiki Wielkiej Kolumbii (powstałej w 1819).

### Niepodległość
W 1824 prowincja przyjmuje dzisiejszą nazwę Ekwador. Po rozpadzie Wielkiej Kolumbii w maju 1830, Ekwador ogłasza się niezależnym państwem. Pierwszym prezydentem zostaje generał Juan José Flores. Przez cały okres niepodległego bytu wewnętrzna sytuacja polityczna kraju była bardzo skomplikowana i pełna napięć. Władzę sprawowano w sposób niezgodny z zasadami demokracji, zmiany kolejnych ekip rządzących dokonywały się często na drodze przewrotów wojskowych i zamachów stanu. Mimo niepewnej sytuacji politycznej w niepodległym Ekwadorze udało się przeprowadzić szereg postępowych reform społecznych i gospodarczych. Starano się rozwijać infrastrukturę komunikacyjną kraju, budując wiele kilometrów linii kolejowych i dróg.
XIX-wieczną historię Ekwadoru zdominowała rywalizacja dwóch regionów gospodarczo-polityczno-kulturalnych: Sierry z ośrodkiem w Quito i Costy z ośrodkiem w Guayaquil. Nowo odkryte tereny Amazonii, nieznane i niezagospodarowane, pozostawały poza kontrolą państwa i stanowiły obszar sporny między Ekwadorem, Peru i Kolumbią. Rządy konserwatystów z Sierry – reprezentujących wielkich właścicieli ziemskich i armię, eksponujących rolę Kościoła katolickiego (należeli do nich prezydenci Juan Jose Flores i G. García Moreno) – przeplatały się z rządami liberałów z Costy – przedstawicieli burżuazji handlowo-przemysłowej. Walkom o władzę towarzyszyły konflikty zbrojne z Peru i Kolumbią. Od 1852 roku rządy objęli liberałowie, nastąpiło zniesienie niewolnictwa i wygnanie jezuitów, wprowadzono bezpłatne szkolnictwo. W 1861 do władzy doszli konserwatyści, w 1869 roku ustanowili konstytucję przyznającą prawa polityczne wyłącznie katolikom. Zaostrzająca się rywalizacja między konserwatystami a liberałami doprowadziła do wojny domowej, trwającej w latach 1895–1896. Po zwycięstwie liberałów, przejęli oni władzę w Ekwadorze i sprawowali ją prawie nieprzerwanie do 1944. Dominującą wtedy rolę w gospodarce i polityce zaczęła odgrywać Costa, zwłaszcza prowincja Guayaquil. Po otwarciu Kanału Panamskiego intensywnie zaczął rozwijać się handel zagraniczny, Ekwador stał się jednym z największych na świecie eksporterów kakao.

### XX wiek

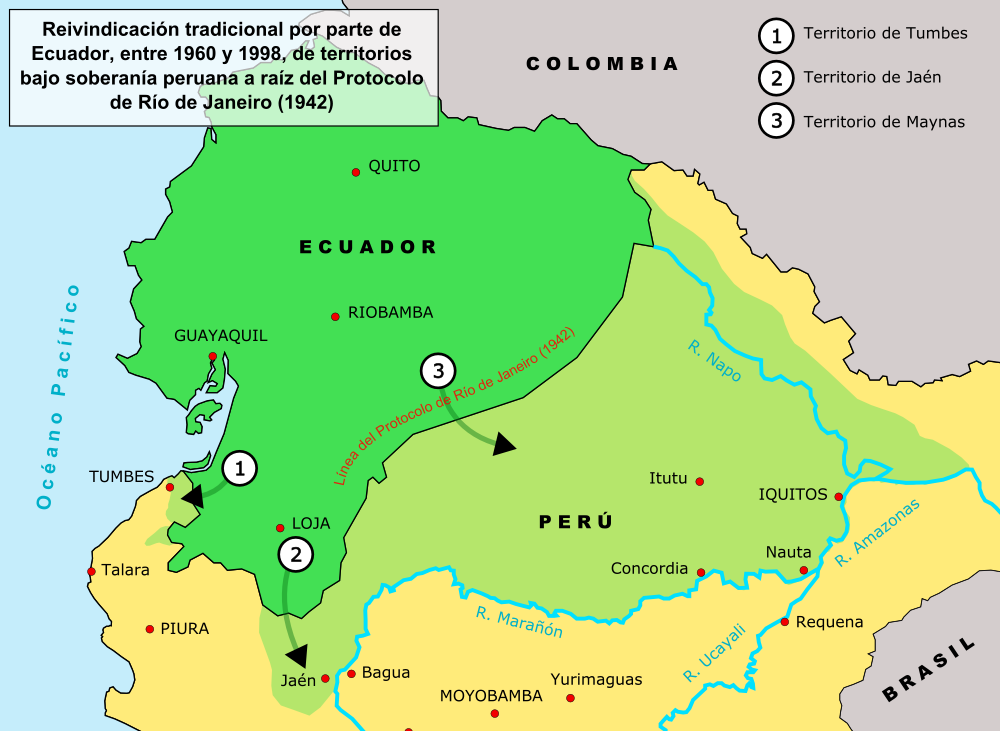
Kolorem jasnozielonym zaznaczono ziemie utracone na rzecz Peru

W latach 20. XX wieku utworzona została junta wojskowa. W tym czasie zaczęły do Ekwadoru napływać obce kapitały (zwłaszcza brytyjski i amerykański) inwestowane w przemysł naftowy. Rosło uzależnienie Ekwadoru od USA. Rządzący od 1929 do 1931 roku Isidro Ayora próbował dokonać reformy państwa, co nie udało się ze względu na problemy ekonomiczne. Lata 30. to okres kryzysu gospodarczego (znaczne pogorszenie sytuacji ekonomicznej m.in. pod wpływem wielkiego kryzysu światowego) oraz destabilizacji politycznej wywołanej licznymi zamachami stanu. W latach 1931–1940 władzę sprawowało aż 18 prezydentów i żaden z nich nie dotrwał do końca kadencji. W 1941 wybuchła wojna z Peru o Amazonię, gdzie odkryto bogate zasoby ropy naftowej. Wojnę zakończyło porozumienie zawarte 1942 w Rio de Janeiro pod presją państw obu Ameryk (gwarantowane przez Argentynę, Brazylię, Chile i USA), niekorzystne dla Ekwadoru, który utracił ok. 40% swojego terytorium. W połowie II wojny światowej Ekwador opowiedział się po stronie aliantów i w 1942 roku wypowiedział wojnę Niemcom oraz Włochom. Dzięki temu otrzymał znaczną pomoc gospodarczą od USA, które zbudowały na ważnych pod względem strategicznym wyspach Galápagos bazę wojskową, dla ochrony Kanału Panamskiego.
Ekwador zostaje w 1945 członkiem ONZ. W okresie powojennym armia przejęła inicjatywę w życiu politycznym państwa i podjęła próby jego unowocześnienia. W 1944 roku, w wyniku zamachu stanu wojskowych, władzę przejął José María Velasco Ibarra, który przez ok. 30 lat wywierał wpływ na życie Ekwadoru, był prezydentem w latach 1944–1947, 1952–1956, 1960–1961 i 1968–1972. Jego plany reform, zmierzających do modernizacji zacofanego gospodarczo, rolniczego Ekwadoru, nie zostały zrealizowane. Prowadził niezależną politykę zagraniczną w stosunkach z USA i kwestionował, lecz bez rezultatu, układ graniczny z Peru zawarty po wojnie w 1942.
Wojskowi sprawujący (z przerwami) władzę w latach 1961–1979 deklarowali potrzebę reform strukturalnych, polityki rozwojowej i wzmocnienia kontroli państwa nad gospodarką. Próbowali także nacjonalizować niektóre jej dziedziny. W 1964 zadekretowali ograniczoną reformę agrarną, którą realizowano jeszcze w połowie lat 70., lecz nie wywarła ona większego wpływu na zmianę struktury rolniczej kraju, w ramach reformy udało znieść się huasipungo, czyli quasi-pańszczyźniany system panujący w regionie Sierra. Od lat 70. ważnym elementem gospodarki Ekwadoru stała się ropa naftowa, której bogate złoża odkryto w 1967. W 1974 znacjonalizowano część mienia amerykańskiego koncernu Texaco-Gulf i zmniejszono tereny koncesyjne, w 1973 roku, po odkryciu dalszych bogatych złóż ropy, Ekwador przystąpił do OPEC. Eksport ropy poprawił sytuację gospodarczą Ekwadoru, dochody z niego nie służyły jednak tworzeniu trwałych podstaw do rozwoju kraju.
Na początku lat 80., po spadku cen ropy naftowej na rynkach światowych, sytuacja gospodarcza Ekwadoru ponownie się pogorszyła, jednocześnie odżyły konflikty graniczne z Peru i Kolumbią. Kolejne rządzące koalicje (1981–1988 i od 1992 centroprawicowe, 1988–1992 centrolewicowa) próbowały realizować całkowicie odmienne rozwiązania gospodarcze – neoliberalne i socjaldemokratyczne, co nie przyniosło pozytywnych i trwałych zmian w sytuacji społeczno-gospodarczej kraju. Przybyły też nowe problemy: wzrost roszczeń (m.in. społeczno-politycznych) ludności tubylczej (indiańsko-metyskiej) stanowiącej większość mieszkańców Ekwadoru, m.in. żądania zwrotu ziemi nadanej reformami z 1964 i 1973 i odebranej w 1994 (marsze na stolicę, blokady dróg itd.). Według raportów USA Ekwador ma coraz bardziej rosnący udział w nielegalnym tranzycie narkotyków.
W 1993 nowo wybrany prezydent Sixto Durán Ballén podjął decyzję o wystąpieniu Ekwadoru z OPEC. Krok ten był konsekwencją polityki sanacji, dotyczącej gospodarki prowadzonej przez nową ekipę rządzącą. Decyzję o wystąpieniu podjęto w związku z nieprzyznaniem żądanych, wyższych limitów na wydobycie ropy. Wprowadzone posunięcia oszczędnościowe, podwyżki cen, dewaluacja krajowej waluty spotkały się z protestami związków zawodowych i ludności. W 1994 roku na fali niezadowolenia powstała organizacja rebeliancka Grupa Ludowych Kombatantów, która przyjęła lewicową ideologię.
W 1998 prezydentem zostaje chrześcijański-demokrata Jamil Mahuad, doprowadza do nowelizacji konstytucji, poprzedzonej referendum, w kwestii możliwości reelekcji głowy państwa i prawa dwukrotnego wyboru deputowanych do parlamentu. W 1999 na skutek dużego spadku cen ropy na rynkach światowych kraj popada w duży kryzys ekonomiczny, inflacja osiąga poziom 60%, fala strajków i demonstracji (okupacja parlamentu przez 10 tys. Indian) zmusza prezydenta do ogłoszenia stanu wyjątkowego. Jednak już na początku 2000 nasilają się nowe demonstracje, wspomagane częściowo przez wojsko (nieudany wojskowy zamach stanu płk. Lucio Gutierreza), prowadzą do obalenia prezydenta Jamila Mahuada (21 stycznia 2000). Zostaje on zastąpiony przez ówczesnego wiceprezydenta Gustavo Noboa Berejano. 10 września 2000 zastąpiono narodową walutę sucre dolarem amerykańskim, z czego wynikła drastyczna podwyżka cen, która ostatecznie pogłębiła napięcie i trudną sytuację w kraju. Prezydent Gustavo Noboa Berejano wprowadza stan wyjątkowy w całym kraju.

### XXI wiek
W 2002 r. mają miejsce kolejne wybory prezydenckie, zwycięża Lucio Gutierrez, który stał na czele puczu z 2000. U progu XXI wieku rozwija się działalność rebeliantów z Grupy Ludowych Kombatantów, która dokonała kilku zamachów, a według doniesień otrzymała szkolenie militarne ze strony kolumbijskiej partyzantki. Działania te jednak miały znikomy wpływ. W marcu 2005 w wyniku demonstracji ulicznych parlament odsuwa od władzy prezydenta (prezydent otrzymuje azyl polityczny w Brazylii). Urząd prezydencki obejmuje dotychczasowy wiceprezydent Alfredo Palacio. W marcu tego roku mają miejsce protesty ludności indiańskiej wobec planowanej umowy o wolnym handlu z USA.
W 2006 roku wybory prezydenckie wygrał ekonomista Rafael Correa. Correa obiecał przed wyborami reformę przemysłu naftowego, mającą zapewnić większe dochody skarbowi państwa. Protestował przeciw dominacji i zaangażowaniu Stanów Zjednoczonych w sprawy latynoamerykańskie. Sprzeciwiał się podpisaniu porozumienia handlowego z USA i wprowadzeniu dolara amerykańskiego jako oficjalnej jednostki monetarnej w Ekwadorze. Obiecywał likwidację amerykańskiej bazy wojskowej w Mancie, liczącej 400 żołnierzy. 5 stycznia 2007 został zaprzysiężony na stanowisku prezydenta.
Rafael Correa w swoim przemówieniu inauguracyjnym 15 stycznia 2007 stwierdził, że część długu zagranicznego Ekwadoru jest „bezprawna”, ponieważ została zaciągnięta przez reżim wojskowy. W kolejnych dniach minister finansów ogłosił, że Ekwador byłby skłonny do spłacenia tylko 40% swego zadłużenia, wynoszącego w sumie 11 mld USD. Prezydent Correa opowiedział się za renegocjacją warunków spłaty długu oraz odrzucił zasady Konsensusu Waszyngtońskiego. Prezydent zagroził również zerwaniem współpracy z Bankiem Światowym oraz Międzynarodowym Funduszem Walutowym, a w kwietniu 2007 wydalił z Ekwadoru przedstawiciela Banku Światowego. 12 grudnia 2008 prezydent Correa ogłosił zawieszenie spłacania przez Ekwador zadłużenia zagranicznego, które raz jeszcze nazwał „bezprawnym”. W marcu 2008 w Ameryce Południowej doszło do wybuchu kryzysu dyplomatycznego między Ekwadorem a Kolumbią, spowodowanego wejściem kolumbijskich wojsk na terytorium Ekwadoru w pościgu za partyzantami FARC. Kolumbia oskarżyła prezydenta Correę o powiązania z partyzantami oraz udzielanie im wsparcia politycznego i militarnego. W lutym 2009 doszło do napięć w stosunkach Ekwadoru ze Stanami Zjednoczonymi. Prezydent Correa wydalił z Ekwadoru dwóch dyplomatów. Administrację amerykańską oskarżył o mieszanie w sprawy wewnętrzne kraju i wpływanie na decyzję o mianowaniu nowego szefa antynarkotykowej jednostki policji.

## Demografia
| |                                                              |
| Zmiana liczby ludności Ekwadoru w latach 1961–2003 (w tysiącach) |                                                              |
| \| Statystyki demograficzne (2010) \| Statystyki demograficzne (2010) \| \| --------------------------------- \| ------------------------------------------------------------ \| \| Liczba ludności \| 18 643 000 (2020) \| \| Ludność według wieku \| \| \| 0 – 14 lat \| 27,4% mężczyzn: 2 535 198 kobiet: 2 426 959 \| \| 15 – 64 lat \| 65% mężczyzn: 4 782 435 kobiet: 4 980 836 \| \| ponad 64 lata \| 7,6% mężczyzn: 498 302 kobiet: 551 019 \| \| Średnia wieku \| \| \| w całej populacji \| 23,6 lat \| \| mężczyzn \| 23,1 lat \| \| kobiet \| 24 lat \| \| Dynamika populacji \| \| \| Przyrost naturalny \| 1,8% \| \| Współczynnik urodzeń \| 19,9 urodzeń/1000 mieszkańców \| \| Współczynnik zgonów \| 4,3 zgonów/1000 mieszkańców \| \| Współczynnik migracji \| –3,11 migrantów/1000 mieszkańców \| \| Ludność według płci \| \| \| przy narodzeniu \| 1,05 mężczyzn/kobiet \| \| poniżej 15 lat \| 1,04 mężczyzn/kobiet \| \| 15 – 64 lat \| 0,97 mężczyzn/kobiet \| \| powyżej 64 lat \| 0,93 mężczyzn/kobiet \| \| w całej populacji \| 0,99 mężczyzn/kobiet \| \| Umieralność niemowląt \| \| \| w całej populacji \| 14 śmiertelnych/1000 żywych (2015–2020)[wymaga weryfikacji?] \| \| płci męskiej \| 27,42 śmiertelnych/1000 żywych \| \| płci żeńskiej \| 18,09 śmiertelnych/1000 żywych \| \| Oczekiwana długość życia \| \| \| w całej populacji \| 77,6 lat \| \| mężczyzn \| 74,9 lat \| \| kobiet \| 80,4 lat \| \| Rozrodczość \| \| \| 2,45 urodzeń/kobietę \| \| \| HIV/AIDS \| \| \| Współczynnik dorosłych z HIV/AIDS \| 0,3% (2007) \| \| Liczba osób żyjących z HIV/AIDS \| 26 000 (2007) \| \| Liczba zmarłych na HIV/AIDS \| 1 400 (2007) \| |                                                              |
| Statystyki demograficzne (2010) |                                                              |
| Liczba ludności | 18 643 000 (2020)                                            |
| Ludność według wieku |                                                              |
| 0 – 14 lat | 27,4% mężczyzn: 2 535 198 kobiet: 2 426 959                  |
| 15 – 64 lat | 65% mężczyzn: 4 782 435 kobiet: 4 980 836                    |
| ponad 64 lata | 7,6% mężczyzn: 498 302 kobiet: 551 019                       |
| Średnia wieku |                                                              |
| w całej populacji | 23,6 lat                                                     |
| mężczyzn | 23,1 lat                                                     |
| kobiet | 24 lat                                                       |
| Dynamika populacji |                                                              |
| Przyrost naturalny | 1,8%                                                         |
| Współczynnik urodzeń | 19,9 urodzeń/1000 mieszkańców                                |
| Współczynnik zgonów | 4,3 zgonów/1000 mieszkańców                                  |
| Współczynnik migracji | –3,11 migrantów/1000 mieszkańców                             |
| Ludność według płci |                                                              |
| przy narodzeniu | 1,05 mężczyzn/kobiet                                         |
| poniżej 15 lat | 1,04 mężczyzn/kobiet                                         |
| 15 – 64 lat | 0,97 mężczyzn/kobiet                                         |
| powyżej 64 lat | 0,93 mężczyzn/kobiet                                         |
| w całej populacji | 0,99 mężczyzn/kobiet                                         |
| Umieralność niemowląt |                                                              |
| w całej populacji | 14 śmiertelnych/1000 żywych (2015–2020)[wymaga weryfikacji?] |
| płci męskiej | 27,42 śmiertelnych/1000 żywych                               |
| płci żeńskiej | 18,09 śmiertelnych/1000 żywych                               |
| Oczekiwana długość życia |                                                              |
| w całej populacji | 77,6 lat                                                     |
| mężczyzn | 74,9 lat                                                     |
| kobiet | 80,4 lat                                                     |
| Rozrodczość |                                                              |
| 2,45 urodzeń/kobietę |                                                              |
| HIV/AIDS |                                                              |
| Współczynnik dorosłych z HIV/AIDS | 0,3% (2007)                                                  |
| Liczba osób żyjących z HIV/AIDS | 26 000 (2007)                                                |
| Liczba zmarłych na HIV/AIDS | 1 400 (2007)                                                 |

Ekwador liczy 17,08 mln mieszkańców (2018). Średnia gęstość zaludnienia wynosi 49 osób/km². W miastach zamieszkuje około 62% ludności. 7% ludności to analfabeci. Przeciętna długość życia mężczyzn to 75 lat, kobiet – 80 lat.

### Struktura etniczna
Społeczeństwo Ekwadoru to w większości ludność mieszana pochodzenia indiańsko-europejskiego. 71.9% stanowią Metysi (potomkowie białych i Indian), Montubios (potomkowie czarnych i metysów) 7,4%, Afro-Ekwadorczycy 7,2%, Indianie (głównie Keczua) 7%, biali 6,1%, pozostałe grupy etniczne zajmują 0,4% populacji.

### Religia
Według badania Pew Research Center z 2014 roku, 79% populacji stanowili katolicy (95% w 1970 r.), 13% protestanci, 5% niestowarzyszeni i 3% wyznawało inne religie.
76% ogółu społeczeństwa (w tym 79% katolików i 82% protestantów) twierdzi, że religia jest bardzo ważna w ich życiu. 38% ogółu społeczeństwa (34% katolików i 67% protestantów) uczestniczy w nabożeństwach przynajmniej raz w tygodniu.
55% ekwadorskich protestantów to zielonoświątkowcy, podczas gdy 40% katolików przyznało, że są związani z ruchem charyzmatycznym.
Obok ewangelikalnych protestantów sukces w Ekwadorze odnieśli także mormoni, adwentyści dnia siódmego i świadkowie Jehowy, podczas gdy ich społeczności pozostają stosunkowo niewielkie.

### Języki
Językiem urzędowym jest hiszpański, w użyciu wśród miejscowej populacji Indian jest także język keczua, chibcha i inne.
Analfabetyzm, dane szacunkowe na rok 2003:
- ogólnie: 7,5%
- mężczyźni: 6%
- kobiety: 9%

### Największe miasta
Tabela poniższa przedstawia miasta w Ekwadorze mające powyżej 50 tys. mieszkańców.
| Lp. | Miasto        | Ludność   | Prowincja  |
| --- | ------------- | --------- | ---------- |
| 1   | Guayaquil     | 3 002 029 | Guayas     |
| 2   | Quito         | 1 399 814 | Pichincha  |
| 3   | Cuenca        | 276 964   | Azuay      |
| 4   | Santo Domingo | 200 421   | Pichincha  |
| 5   | Machala       | 198 123   | El Oro     |
| 6   | Manta         | 183 166   | Manabí     |
| 7   | Portoviejo    | 170 326   | Manabí     |
| 8   | Eloy Alfaro   | 167 784   | Guayas     |
| 9   | Ambato        | 154 369   | Tungurahua |
| 10  | Riobamba      | 124 478   | Chimborazo |
| 11  | Quevedo       | 119 436   | Los Ríos   |
| 12  | Loja          | 117 796   | Loja       |
| 13  | Milagro       | 110 093   | Guayas     |
| 14  | Ibarra        | 108 666   | Imbabura   |
| 15  | Esmeraldas    | 95 630    | Esmeraldas |
| 16  | Babahoyo      | 76 279    | Los Ríos   |
| 17  | La Libertad   | 75 881    | Guayas     |
| 18  | Latacunga     | 51 717    | Cotopaxi   |

## Polityka

### Ustrój polityczny

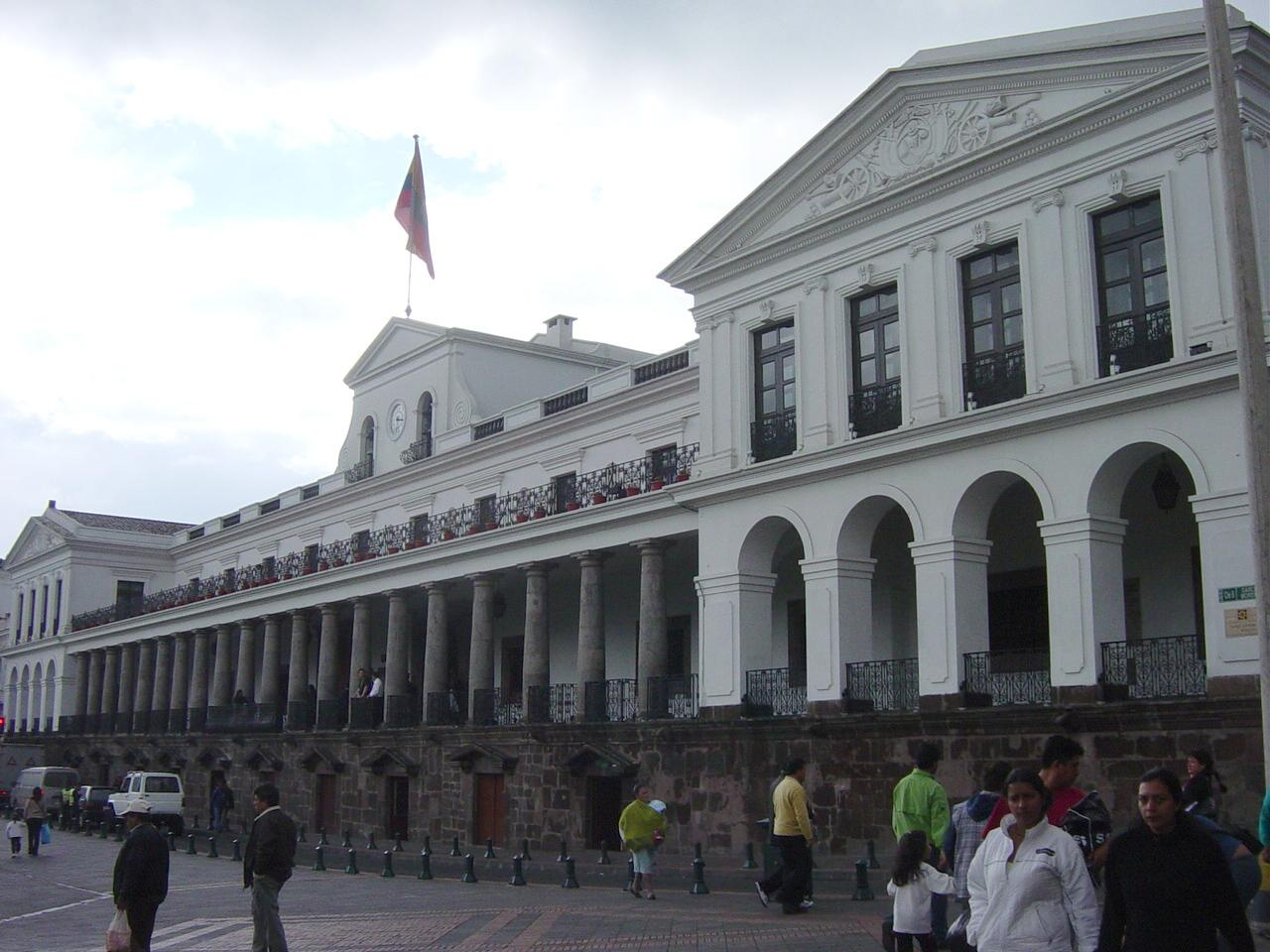
Pałac prezydencki w Quito

Obecna konstytucja, przyjęta w referendum w 2008 r., jest 20. konstytucją Ekwadoru. Głową państwa, a jednocześnie szefem rządu jest prezydent. Prezydent wraz z wiceprezydentem są wybierani z tej samej listy w powszechnych i bezpośrednich wyborach na czteroletnią kadencję (z możliwością jednokrotnej reelekcji). Członkowie rządu są mianowani przez prezydenta.
Władza ustawodawcza należy do Zgromadzenia Narodowego, które na mocy nowej konstytucji zastąpiło Kongres Narodowy, rozwiązany w 2007 przez Zgromadzenie Konstytucyjne z powodu zarzutów korupcyjnych wobec wielu jego członków. Zgromadzenie Narodowe liczy 124 członków wybieranych w prowincjach w bezpośrednich wyborach. Pierwsze wybory odbyły się 26 kwietnia 2009. Wygrała je Alianza PAIS.

### Partie polityczne
W Ekwadorze istnieje system wielopartyjny, cechuje go duża niestabilność i rozdrobnienie.
Główne partie:
- Alianza PAIS – Dumna i Suwerenna Ojczyzna – lewicowo-chrześcijańska, założona w 2006[19]
- CREO – Tworzenie Możliwości – centroprawicowa, założona w 2013[20]
- PSC – Partia Chrześcijańsko-Społeczna – centroprawicowa, założona w 1951
- PSP – Patriotyczna Partia Społeczna – centrowa i populistyczna, założona w 2000
- MNPP – Ruch na rzecz Nowego Państwa-Pachakutik – reprezentująca interesy Indian i lewicowa
- PRE – Ekwadorska Partia Roldosistów – prawicowa i populistyczna, założona w 1982

W przeszłości większą rolę miały również:
- DP – Demokracja Ludowa
- Partia Jedności Republik – konserwatywna, założona w 1991
- ID – Lewica Demokratyczna – założona w 1977
- PCE – Partia Konserwatywna – założona w 1855
- MPD – Ruch Ludowo-Demokratyczny
- CFP – Zgrupowanie Sił Ludowych

### Sytuacja międzynarodowa
Ekwador jest członkiem ONZ od 1945 r. Jest także członkiem wielu regionalnych organizacji jak ALADI, CAN czy SELA.

## Podział administracyjny
Ekwador jest podzielony na 24 prowincje (provincias) – jednostki administracyjne pierwszego rzędu. Prowincje dzielą się na 217 kantonów (cantones), a te z kolei na 1024 parafii (parroquias) dla odróżnienia od parafii kościelnych zwanymi także parafiami cywilnymi (parroquias civiles).
| Lp. | Flaga | Prowincja                      | Ilość kantonów | Ilość parafii | Stolica                      | Powierzchnia  | Ludność   | Gęstość zaludnienia |
| --- | ----- | ------------------------------ | -------------- | ------------- | ---------------------------- | ------------- | --------- | ------------------- |
| 1   |       | Azuay                          | 14             | 75            | Cuenca                       | 8 309,58 km²  | 712 127   | 85,70 os./km²       |
| 2   |       | Bolívar                        | 8              | 26            | Guaranda                     | 3 945,38 km²  | 183 641   | 46,55 os./km²       |
| 3   |       | Cañar                          | 7              | 33            | Azogues                      | 3 146,08 km²  | 225 184   | 71,58 os./km²       |
| 4   |       | Carchi                         | 6              | 32            | Tulcán                       | 3 780,45 km²  | 164 524   | 43,52 os./km²       |
| 5   |       | Chimborazo                     | 10             | 55            | Riobamba                     | 6 499,72 km²  | 458 581   | 70,55 os./km²       |
| 6   |       | Cotopaxi                       | 7              | 40            | Latacunga                    | 6 108,23 km²  | 409 205   | 66,99 os./km²       |
| 7   |       | El Oro                         | 14             | 63            | Machala                      | 5 766,68 km²  | 600 659   | 104,16 os./km²      |
| 8   |       | Esmeraldas                     | 7              | 63            | Esmeraldas                   | 15 808,80 km² | 491168    | 31,07 os./km²       |
| 9   |       | Galápagos                      | 3              | 8             | Puerto Baquerizo Moreno      | 8 010,00 km²  | 25 124    | 3,14 os./km²        |
| 10  |       | Guayas                         | 28             | 54            | Guayaquil                    | 15 430,40 km² | 3 645 483 | 236,25 os./km²      |
| 11  |       | Imbabura                       | 6              | 42            | Ibarra                       | 4 587,51 km²  | 398 244   | 86,81 os./km²       |
| 12  |       | Loja                           | 16             | 92            | Loja                         | 11 062,73 km² | 448 966   | 40,58 os./km²       |
| 13  |       | Los Ríos                       | 12             | 27            | Babahoyo                     | 7 205,27 km²  | 778 115   | 107,99 os./km²      |
| 14  |       | Manabí                         | 21             | 75            | Portoviejo                   | 18 939,60 km² | 1 369 780 | 72,32 os./km²       |
| 15  |       | Morona-Santiago                | 11             | 58            | Macas                        | 24 059,40 km² | 147 940   | 6,15 os./km²        |
| 16  |       | Napo                           | 5              | 23            | Tena                         | 12 542,50 km² | 103 697   | 8,27 os./km²        |
| 17  |       | Orellana                       | 4              | 33            | Puerto Francisco de Orellana | 21 692,10 km² | 136 396   | 6,29 os./km²        |
| 18  |       | Pastaza                        | 4              | 21            | Puyo                         | 29 641,37 km² | 83 933    | 2,83 os./km²        |
| 19  |       | Pichincha                      | 9              | 60            | Quito                        | 9 535,91 km²  | 2 576 287 | 270,17 os./km²      |
| 20  |       | Santa Elena                    | 3              | 11            | Santa Elena                  | 3 690,17 km²  | 308 693   | 83,65 os./km²       |
| 21  |       | Santo Domingo de los Tsáchilas | 2              | 9             | Santo Domingo                | 3 770,08 km²  | 410 937   | 109,00 os./km²      |
| 22  |       | Sucumbíos                      | 7              | 33            | Nueva Loja                   | 18 084,42 km² | 176 472   | 9,76 os./km²        |
| 23  |       | Tungurahua                     | 9              | 53            | Ambato                       | 3 386,25 km²  | 504 583   | 149,01 os./km²      |
| 24  |       | Zamora-Chinchipe               | 9              | 35            | Zamora                       | 10 584,28 km² | 91 376    | 8,63 os./km²        |

Poza tym istnieją trzy obszary, które nie zostały zaliczone do żadnej z prowincji i w ostatnim Spisie Ludności z 2010 roku zostały opisane jako „strefy o nieokreślonej przynależności”. Są to:
| Lp. | Nazwa terytorium | Powierzchnia | Ludność | Gęstość zaludnienia |
| --- | ---------------- | ------------ | ------- | ------------------- |
| 1   | El Piedrero      | 170,19 km²   | 6324    | 37,16 os./km²       |
| 2   | Las Golondrinas  | 124,86 km²   | 5302    | 42,46 os./km²       |
| 3   | Manga del Cura   | 488,04 km²   | 20 578  | 42,53 os./km²       |

|  |  |

## Siły zbrojne
Ekwador dysponuje trzema rodzajami sił zbrojnych: wojskami lądowymi, marynarką wojenną oraz siłami powietrznymi. Uzbrojenie sił lądowych Ekwadoru składało się w 2014 roku z: 202 czołgów, 262 opancerzonych pojazdów bojowych, 12 dział samobieżnych, 102 zestawów artylerii holowanej oraz 18 wieloprowadnicowych wyrzutni rakietowych. Marynarka wojenna Ekwadoru dysponowała w 2014 roku trzema okrętami obrony przybrzeża, czterema fregatami, sześcioma korwetami oraz dwoma okrętami podwodnymi. Ekwadorskie siły powietrzne z kolei posiadały w 2014 roku uzbrojenie w postaci m.in. 20 myśliwców, 59 samolotów transportowych, 49 samolotów szkolno-bojowych oraz 44 śmigłowców.
Wojska ekwadorskie w 2014 roku liczyły 37,5 tys. żołnierzy zawodowych oraz 118,5 tys. rezerwistów. Według rankingu Global Firepower (2014) ekwadorskie siły zbrojne stanowią 75. siłę militarną na świecie, z rocznym budżetem na cele obronne w wysokości 2,4 mld dolarów (USD).

## Gospodarka
| – PKB nominalne – na 1 mieszkańca – PKB rzeczywiste – na 1 mieszkańca – wzrost PKB | 56,9 mld $ 4300 $ 30,7 mld $ 2500 $ 3,9%                                                                     |
| waluta:                                                                            | USD, dolar amerykański = 100 centów                                                                          |
| struktura zatrudnienia:                                                            | – rolnictwo 8% – przemysł 24% – usługi 68%                                                                   |
| udział % w PKB                                                                     | – rolnictwo 7,4% – przemysł 31,8% – usługi 60,8%                                                             |
| budżet: – dochody – wydatki                                                        | 8,822 mld $ 8,153 mld $                                                                                      |
| inflacja:                                                                          | 3,1% |
| dług publiczny:                                                                    | 44,9% PKB |
| dług zagraniczny:                                                                  | 18,29 mld $                                                                                                  |
| rezerwy złota i dewizy:                                                            | 2,147 mld $                                                                                                  |
| siła robocza:                                                                      | 4,6 mln ludzi                                                                                                |
| ludność żyjąca poniżej ubóstwa:                                                    | 41% (2006)                                                                                                   |
| bezrobocie:                                                                        | 9,7% |
| inwestycje:                                                                        | 22% PKB |
| przemysłowe produkcyjne tempo wzrostu:                                             | 4,5% |
| źródła energii:                                                                    | – paliwa kopalne b.d. – energia wodna b.d. – energia atomowa b.d.                                            |
| elektryczność: – produkcja – konsumpcja                                            | 11,27 mld kWh 10,55 mld kWh                                                                                  |
| ropa naftowa: – produkcja – konsumpcja                                             | 493 200 bar/d 155 000 bar/d                                                                                  |
| gaz ziemny: – produkcja – konsumpcja                                               | 50 mln m³ |
| struktura użytkowania ziemi:                                                       | – grunty orne b.d. – użytki zielone b.d. – lasy b.d. – pozostałe b.d.                                        |
| import:                                                                            | 8,436 mld $                                                                                                  |
| import (najważniejsi partnerzy)                                                    | USA: 16,5% Kolumbia: 14,1% Chiny: 9,2% Wenezuela: 7,1% Brazylia: 6,5% Chile: 4,6% Japonia: 4,5% Meksyk: 4,3% |
| eksport:                                                                           | 9,224 mld $                                                                                                  |
| eksport (najważniejsi partnerzy)                                                   | USA: 42,9% Panama: 14,3% Peru: 7,9% Włochy: 4,6%                                                             |

Gospodarka opiera się na rolnictwie i wydobyciu ropy naftowej (drugie na kontynencie zasoby, z eksportu ropy pochodzi 42% wpływów dewizowych). Po dość szybkim rozwoju przemysłu przetwórczego w latach 1970–1980 narosło zadłużenie zagraniczne (do 12 mld dolarów USA w 1991) oraz spadło średnie roczne tempo wzrostu produktu krajowego brutto, z 8,7% w 1965–1980 do 1,5% w 1980–1987. Programy stabilizacyjne wprowadzane pod kontrolą Międzynarodowego Funduszu Walutowego nie przyniosły oczekiwanych rezultatów.
Od 10 września 2000 r. obowiązującą walutą jest dolar amerykański, który dzieli się na 100 centów. Dawniej jednostką monetarną było sucre = 100 centavos.
Struktura zatrudnienia: rolnictwo 8%, przemysł 24%, usługi i handel 68%. Dochód narodowy w 2004 wynosił 3700 USD na 1 mieszkańca. Inflacja w 2004 wyniosła 2%. Zadłużenie zagraniczne przekracza 16 mld USD (2004).

### Podatki
- Podatek dochodowy: Progresywny, z dziewięcioma progami zgodnie z poniższą tabelką:

| Lp. | Roczne zarobki           | Podatek |
| --- | ------------------------ | ------- |
| 1   | od 0 $ do 11 170 $       | 0%      |
| 2   | od 11 170 $ do 14.240 $  | 5%      |
| 3   | od 14 240 $ do 17 800 $  | 10%     |
| 4   | od 17 800 $ do 21 370 $  | 12%     |
| 5   | od 21 370 $ do 42 740 $  | 15%     |
| 6   | od 42 740 $ do 64 090 $  | 20%     |
| 7   | od 64 090 $ do 85 470 $  | 25%     |
| 8   | od 85 470 $ do 113 940 $ | 30%     |
| 9   | od 113 940 $             | 35%     |

- Podatek od sprzedaży: obowiązuje podatek od wartości dodanej (VAT).

Podstawowa stawka VAT to 12% dla większości produktów i usług.
Występuje 0% stawka VAT na produkty żywnościowe, sprzęt rolniczy, leki, książki oraz prasę i produkty eksportowe. Dodatkowo usługi objęte zerową stawką VAT to: transport osobowy oraz towarowy, usługi medyczne, elektryczność, woda, wywóz śmieci, ścieki, edukacja, domy spokojnej starości, domy opieki społecznej, usługi religijne i pogrzebowe, druk książek, inne usługi poniżej 400$.
- Podatek obrotowy: 1%
- Podatku od nieruchomości nie płaci się, gdy budowa nie została ukończona. W związku z tym spora część domów w Ekwadorze jest niedokończona.

### Rolnictwo
Podstawę utrzymania 1/3 ludności stanowi rolnictwo rozwijające się dzięki dużym, wielkoobszarowym prywatnym majątkom ziemskim (duży udział w ogólnej powierzchni użytków rolnych). Ekwador jest jednym z największych w świecie producentów i eksporterów bananów. Z przeznaczeniem głównie na wywóz uprawia się także kawę i kakao. Na potrzeby wewnętrzne uprawia się: trzcinę cukrową, ryż, kukurydzę, pszenicę, jęczmień, ziemniaki, maniok jadalny, soję, drzewa cytrusowe (głównie pomarańcze) palmę oleistą oraz bawełnę. Prowadzi się tu także hodowlę bydła, trzody chlewnej, owiec, koni i kóz. Areał ziem uprawnych został znacznie powiększony w połowie lat 50. dzięki zakrojonemu na szeroką skalę karczowaniu lasów. Średnia wydajność pracy w rolnictwie jest czterokrotnie niższa niż w przemyśle. Istotnym elementem sektora rolno-spożywczego jest dość dobrze rozwinięte rybołówstwo zwłaszcza połów krewetek i tuńczyków. Ważną rolę odgrywa leśnictwo, eksploatujące cenne gatunki drzew występujące w wilgotnych lasach tropikalnych, we wschodniej części kraju (drzewo balsa, chinowiec, kauczukowiec i mahoniowiec).

### Przemysł
Przemysł Ekwadoru jest słabo rozwinięty. Podstawową gałęzią przemysłu przetwórczego jest rafinacja ropy naftowej i przetwórstwo gazu ziemnego oraz związany z ropą przemysł chemiczny (produkcja opon i nawozów sztucznych). Duże zakłady petrochemiczne funkcjonują w Guayaquil. Pieniądze pochodzące z sektora naftowego rząd stara się lokować w rozwój nowych gałęzi przemysłu, m.in. samochodowego i metalurgicznego. Ponadto w kraju działają zakłady branż tradycyjnych: przetwórstwa spożywczego, włókienniczej, cementowej i materiałów budowlanych. Istotną rolę w dalszym ciągu odgrywa ręczne rzemiosło (wyrób makaty, kilimy, poncz).

### Handel zagraniczny
Podstawowym towarem przeznaczonym na eksport jest ropa naftowa (47% wartości eksportu). Drugą ważną grupą towarową są produkty branży rolno-spożywczej, głównie banany i krewetki oraz ziarna kakao i kawy. Do kraju sprowadza się przede wszystkim surowce, dobra inwestycyjne oraz artykuły konsumpcyjne.
Głównymi partnerami handlowymi są: Stany Zjednoczone, Kolumbia i Wenezuela.
Obroty w handlu z zagranicą w 2004 wyniosły:
- eksport: 7,56 mld USD
- import: 7,65 mld USD

Obroty w handlu z zagranicą w 2005 wyniosły:
- eksport: 9,22 mld USD
- import: 8,44 mld USD

## Kultura

### Święta
| Święta religijne i świeckie | Święta religijne i świeckie                         | Święta religijne i świeckie  |
| Data                        | Nazwa polska                                        | Nazwa hiszpańska             |
| --------------------------- | --------------------------------------------------- | ---------------------------- |
| 1 stycznia                  | Nowy Rok                                            | Año nuevo                    |
| marzec kwiecień             | Wielkanoc (Wielki Czwartek i Wielki Piątek)         | Jueves Santo y Viernes Santo |
| 1 maja                      | Święto pracy                                        | Día del Trabajo              |
| 24 maja                     | Bitwa u podnóża wulkanu Pichincha                   | Batalla de Pichincha         |
| 24 lipca                    | Narodziny Szymona Boliwara                          | Natalicio de Simón Bolivar   |
| 25 lipca                    | Założenie Guayaquil                                 | Fundación de Guayaquil       |
| 10 sierpnia                 | Dzień Niepodległości (rocznica powstania w 1809)    | Día de la Independencia      |
| 15 sierpnia                 | Wniebowzięcie Matki Boskiej                         | Día de la Asunción           |
| 9 października              | Niepodległość miasta Guayaquil                      | Independencia de Guayaquil   |
| 12 października             | Odkrycie Ameryki przez Krzysztofa Kolumba w 1492 r. | Día de la raza               |
| 1 listopada                 | Dzień Wszystkich Świętych                           | Día de Todos Los Santos      |
| 2 listopada                 | Dzień Wszystkich Zmarłych                           | Día de los Difuntos          |
| 3 listopada                 | Niepodległość miasta Cuenca                         | Independencia de Cuenca      |
| 6 grudnia                   | Założenie Quito                                     | Fundación de Quito           |
| 25 grudnia                  | Boże Narodzenie                                     | Navidad                      |

## Nauka
W Ekwadorze działa Ekwadorska Akademia Literatury, założona w 1875, powiązana z Hiszpańską Akademią Królewską w Madrycie. Istnieje 10 uniwersytetów z których najstarszy i największy Centralny Uniwersytet Ekwadoru w Quito został założony w 1769. Poza tym Politechnika Narodowa w Quito, założona w 1869.